# Gonzalo Dávila de Ágreda
Gonzalo Dávila de Ágreda, IX Marqués de Mirabal fue un aristócrata español perteneciente al linaje de los Dávila de Jerez de la Frontera, una de las familias más relevantes de dicha ciudad desde que se establecieron con la repoblación de Alfonso X el Sabio.

## Nacimiento y fallecimiento
Nace en la casa de sus padres de la calle Porvera de Jerez de la Frontera siendo bautizado el 18 de abril de 1866 en la Iglesia de Santiago de Jerez de la Frontera imponiéndosele los nombres de Gonzalo, León, José.
Fallece en 1935 en Sevilla a la edad de 69 años.

## Política
Se traslada a Sevilla al igual que su hermano don Álvaro, marqués de Villamarta-Dávila, donde desempeña el cargo de diputado provincial de la provincia de Sevilla. 
Continuando con la tradición familiar, ingresa como caballero en la Real Maestranza de Caballería de Ronda al igual que sus hermanos el marqués de Villamarta-Dávila y el conde de Villafuente Bermeja, y su cuñado el conde de Moral de Calatrava.

## Matrimonio y descendencia
Casó el 8 de octubre de 1896 en Sevilla (Capilla del Palacio Arzobispal, ofició la ceremonia el cardenal Marcelo Espínola y Maestre) con María de las Mercedes de León y Manjón, hija de José de León y Contreras, Caballero de la Real Maestranza de Sevilla, y de Eduarda Manjón y Mergelina, V marquesa del Valle de la Reina. Su hermano Pedro de León y Manjón, VI marqués del Valle de la Reina, fue caballero secretario de la Real Maestranza de Sevilla y autor de un libro acerca de la Historia de dicha institución. Tuvieron por hijos a:
- José María Dávila de León
- María de las Mercedes Dávila de León, X marquesa de Mirabal
- María de Regla Dávila de León, XI marquesa de Mirabal
- Álvaro Dávila de León

## Sucesión en el marquesado de Mirabal
Su padre, Álvaro Dávila y Pérez de Grandallana, VII marqués de Villamarta-Dávila, VIII marqués de Mirabal y conde de Villafuente Bermeja, dejó establecido el reparto de los tres Títulos del Reino que poseía entre sus tres hijos varones. De este modo en 1888 Álvaro sucedió en el marquesado de Villamarta-Dávila, don Gonzalo en el Marquesado de Mirabal y don Sancho en el condado de Villafuente Bermeja.
A la muerte de Gonzalo le sucedió su hija Mercedes, al haber fallecido solteros sus dos hijos varones.
| Predecesor: Álvaro Dávila y Pérez de Grandallana | marqués de Mirabal 1888-1935 | Sucesor: María de las Mercedes Dávila de León |

## Ancestros de Gonzalo Dávila de Ágreda, IX marqués de Mirabal
|  | |  |  |  |  |  |  |  |  |  |  |  |  |  |  |  |
|  | 16. Álvaro Dávila y Guzmán, V marqués de Villamarta Dávila                                                                    |  |  |  |  |  |  |  |  |  |  |  |  |  |  |  |
|  | |  |  |  |  |  |  |  |  |  |  |  |  |  |  |  |
|  | |  |  |  |  |  |  |  |  |  |  |  |  |  |  |  |
|  | 8. Álvaro Dávila y Núñez de Villavicencio, VI marqués de Villamarta Dávila, VI de Mirabal y VII conde de Villafuente Bermeja  |  |  |  |  |  |  |  |  |  |  |  |  |  |  |  |
|  | |  |  |  |  |  |  |  |  |  |  |  |  |  |  |  |
|  | |  |  |  |  |  |  |  |  |  |  |  |  |  |  |  |
|  | 17. María Núñez de Villavicencio y Fernández de Villavicencio                                                                 |  |  |  |  |  |  |  |  |  |  |  |  |  |  |  |
|  | |  |  |  |  |  |  |  |  |  |  |  |  |  |  |  |
|  | |  |  |  |  |  |  |  |  |  |  |  |  |  |  |  |
|  | 4. Álvaro Dávila y Adorno, VII marqués de Villamarta Dávila, VII de Mirabal y VIII conde de Villafuente Bermeja               |  |  |  |  |  |  |  |  |  |  |  |  |  |  |  |
|  | |  |  |  |  |  |  |  |  |  |  |  |  |  |  |  |
|  | |  |  |  |  |  |  |  |  |  |  |  |  |  |  |  |
|  | 18. Agustín Adorno y López de Espínola, V conde de Montegil                                                                   |  |  |  |  |  |  |  |  |  |  |  |  |  |  |  |
|  | |  |  |  |  |  |  |  |  |  |  |  |  |  |  |  |
|  | |  |  |  |  |  |  |  |  |  |  |  |  |  |  |  |
|  | 9. Juana de Dios Adorno y Ponce de León                                                                                       |  |  |  |  |  |  |  |  |  |  |  |  |  |  |  |
|  | |  |  |  |  |  |  |  |  |  |  |  |  |  |  |  |
|  | |  |  |  |  |  |  |  |  |  |  |  |  |  |  |  |
|  | 19. Mariana Ponce de León y Ponce de León                                                                                     |  |  |  |  |  |  |  |  |  |  |  |  |  |  |  |
|  | |  |  |  |  |  |  |  |  |  |  |  |  |  |  |  |
|  | |  |  |  |  |  |  |  |  |  |  |  |  |  |  |  |
|  | 2. Álvaro Dávila y Pérez de Grandallana, VIII marqués de Villamarta Dávila, VIII de Mirabal y IX conde de Villafuente Bermeja |  |  |  |  |  |  |  |  |  |  |  |  |  |  |  |
|  | |  |  |  |  |  |  |  |  |  |  |  |  |  |  |  |
|  | |  |  |  |  |  |  |  |  |  |  |  |  |  |  |  |
|  | 20. Francisco Pérez de Grandallana y Sierra                                                                                   |  |  |  |  |  |  |  |  |  |  |  |  |  |  |  |
|  | |  |  |  |  |  |  |  |  |  |  |  |  |  |  |  |
|  | |  |  |  |  |  |  |  |  |  |  |  |  |  |  |  |
|  | 10. Francisco José Pérez de Grandallana y Fontecha                                                                            |  |  |  |  |  |  |  |  |  |  |  |  |  |  |  |
|  | |  |  |  |  |  |  |  |  |  |  |  |  |  |  |  |
|  | |  |  |  |  |  |  |  |  |  |  |  |  |  |  |  |
|  | 21. Inés Fontecha y Henestrosa                                                                                                |  |  |  |  |  |  |  |  |  |  |  |  |  |  |  |
|  | |  |  |  |  |  |  |  |  |  |  |  |  |  |  |  |
|  | |  |  |  |  |  |  |  |  |  |  |  |  |  |  |  |
|  | 5. Josefa Pérez de Grandallana y Angulo                                                                                       |  |  |  |  |  |  |  |  |  |  |  |  |  |  |  |
|  | |  |  |  |  |  |  |  |  |  |  |  |  |  |  |  |
|  | |  |  |  |  |  |  |  |  |  |  |  |  |  |  |  |
|  | 22. Pablo de Angulo y Poblaciones                                                                                             |  |  |  |  |  |  |  |  |  |  |  |  |  |  |  |
|  | |  |  |  |  |  |  |  |  |  |  |  |  |  |  |  |
|  | |  |  |  |  |  |  |  |  |  |  |  |  |  |  |  |
|  | 11. Petronila de Angulo y Astorga                                                                                             |  |  |  |  |  |  |  |  |  |  |  |  |  |  |  |
|  | |  |  |  |  |  |  |  |  |  |  |  |  |  |  |  |
|  | |  |  |  |  |  |  |  |  |  |  |  |  |  |  |  |
|  | 23. Josefa de Astorga y Argumedo                                                                                              |  |  |  |  |  |  |  |  |  |  |  |  |  |  |  |
|  | |  |  |  |  |  |  |  |  |  |  |  |  |  |  |  |
|  | |  |  |  |  |  |  |  |  |  |  |  |  |  |  |  |
|  | 1. Gonzalo Dávila de Ágreda, IX Marqués de Mirabal                                                                            |  |  |  |  |  |  |  |  |  |  |  |  |  |  |  |
|  | |  |  |  |  |  |  |  |  |  |  |  |  |  |  |  |
|  | |  |  |  |  |  |  |  |  |  |  |  |  |  |  |  |
|  | 24. Simón de Ágreda y Martínez de Cabezón                                                                                     |  |  |  |  |  |  |  |  |  |  |  |  |  |  |  |
|  | |  |  |  |  |  |  |  |  |  |  |  |  |  |  |  |
|  | |  |  |  |  |  |  |  |  |  |  |  |  |  |  |  |
|  | 12. José Antonio de Ágreda y Ximénez-Chantre                                                                                  |  |  |  |  |  |  |  |  |  |  |  |  |  |  |  |
|  | |  |  |  |  |  |  |  |  |  |  |  |  |  |  |  |
|  | |  |  |  |  |  |  |  |  |  |  |  |  |  |  |  |
|  | 25. María Josefa Ximénez-Chantre de Guzmán y Tinoco                                                                           |  |  |  |  |  |  |  |  |  |  |  |  |  |  |  |
|  | |  |  |  |  |  |  |  |  |  |  |  |  |  |  |  |
|  | |  |  |  |  |  |  |  |  |  |  |  |  |  |  |  |
|  | 6. Gonzalo de Ágreda y Dominé                                                                                                 |  |  |  |  |  |  |  |  |  |  |  |  |  |  |  |
|  | |  |  |  |  |  |  |  |  |  |  |  |  |  |  |  |
|  | |  |  |  |  |  |  |  |  |  |  |  |  |  |  |  |
|  | 26. Saturnino de Dominé y Boninfant                                                                                           |  |  |  |  |  |  |  |  |  |  |  |  |  |  |  |
|  | |  |  |  |  |  |  |  |  |  |  |  |  |  |  |  |
|  | |  |  |  |  |  |  |  |  |  |  |  |  |  |  |  |
|  | 13. Francisca de Caracciolo Dominé y Mena                                                                                     |  |  |  |  |  |  |  |  |  |  |  |  |  |  |  |
|  | |  |  |  |  |  |  |  |  |  |  |  |  |  |  |  |
|  | |  |  |  |  |  |  |  |  |  |  |  |  |  |  |  |
|  | 27. Trinidad de Mena y de Gola                                                                                                |  |  |  |  |  |  |  |  |  |  |  |  |  |  |  |
|  | |  |  |  |  |  |  |  |  |  |  |  |  |  |  |  |
|  | |  |  |  |  |  |  |  |  |  |  |  |  |  |  |  |
|  | 3. Francisca de Caracciolo de Ágreda y Balleras                                                                               |  |  |  |  |  |  |  |  |  |  |  |  |  |  |  |
|  | |  |  |  |  |  |  |  |  |  |  |  |  |  |  |  |
|  | |  |  |  |  |  |  |  |  |  |  |  |  |  |  |  |
|  | 28. Guillermo Esteban Bailleres                                                                                               |  |  |  |  |  |  |  |  |  |  |  |  |  |  |  |
|  | |  |  |  |  |  |  |  |  |  |  |  |  |  |  |  |
|  | |  |  |  |  |  |  |  |  |  |  |  |  |  |  |  |
|  | 14. Juan Balleras y Ghissely                                                                                                  |  |  |  |  |  |  |  |  |  |  |  |  |  |  |  |
|  | |  |  |  |  |  |  |  |  |  |  |  |  |  |  |  |
|  | |  |  |  |  |  |  |  |  |  |  |  |  |  |  |  |
|  | 29. María Teresa Ghissely |  |  |  |  |  |  |  |  |  |  |  |  |  |  |  |
|  | |  |  |  |  |  |  |  |  |  |  |  |  |  |  |  |
|  | |  |  |  |  |  |  |  |  |  |  |  |  |  |  |  |
|  | 7. Enriqueta Balleras y Monroy                                                                                                |  |  |  |  |  |  |  |  |  |  |  |  |  |  |  |
|  | |  |  |  |  |  |  |  |  |  |  |  |  |  |  |  |
|  | |  |  |  |  |  |  |  |  |  |  |  |  |  |  |  |
|  | 30. Francisco Javier Monroy                                                                                                   |  |  |  |  |  |  |  |  |  |  |  |  |  |  |  |
|  | |  |  |  |  |  |  |  |  |  |  |  |  |  |  |  |
|  | |  |  |  |  |  |  |  |  |  |  |  |  |  |  |  |
|  | 15. María de los Dolores Monroy y Navarro                                                                                     |  |  |  |  |  |  |  |  |  |  |  |  |  |  |  |
|  | |  |  |  |  |  |  |  |  |  |  |  |  |  |  |  |
|  | |  |  |  |  |  |  |  |  |  |  |  |  |  |  |  |
|  | 31. María Navarro |  |  |  |  |  |  |  |  |  |  |  |  |  |  |  |
|  | |  |  |  |  |  |  |  |  |  |  |  |  |  |  |  |
|  | |  |  |  |  |  |  |  |  |  |  |  |  |  |  |  |